# Galerías de La Coruña

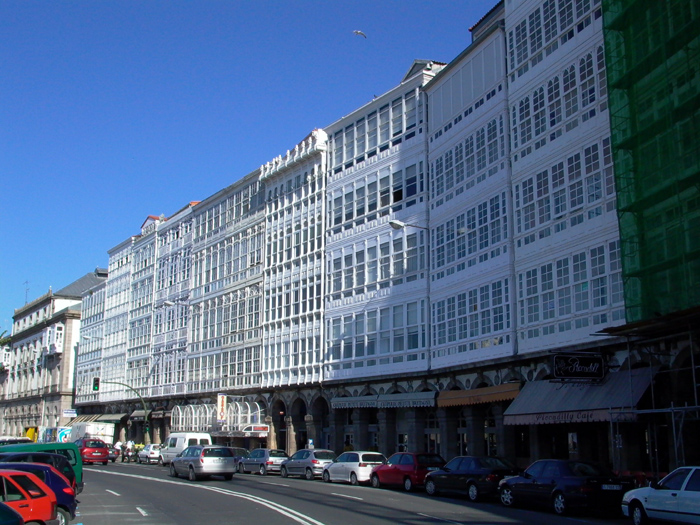
Galerías en la Marina de La Coruña.

Las galerías de La Coruña son balcones cerrados con carpintería de madera pintada de blanco y con una gran superficie de vidrio que funcionan como miradores y que son características de las viviendas de la avenida de la Marina de La Coruña.
Las galerías son, en verdad, las fachadas posteriores de las casas. Datan del siglo XIX y tienen su origen en la aparición del mercado de vidrio plano y cortado, fabricado inicialmente en Real Sitio de San Ildefonso (Segovia). Llegaron primero a Ferrol para acristalar las popas de los galeones a mediados del siglo XVIII y se aprovecharon para cerrar las viviendas de Ferrol, Puentedeume, Betanzos y La Coruña. El propósito era el de permitir que entrase la luz del sol en el interior de las viviendas evitando la lluvia. También existen balcones de hierro de forja y de fundición.
En La Coruña aparecieron en el barrio de la Pescadería y estaban condicionadas por la actividad pesquera, ya que los soportales, que miraban para el mar, eran, de hecho, la parte posterior de las viviendas y todas tienen su entrada por la calle Riego de Agua o por la plaza de María Pita. Los soportales se utilizaban para guardar los botes y realizar diversas faenas relacionadas con las redes, la saladura y la venta del pescado (el mar llegaba a ellas). La calle Riego de Agua fue remodelada en 1869, y la solución de las galerías fue adoptada unánimemente con el tiempo, de manera que se pueden encontrar tendencias historicistas, racionalistas, vanguardistas, neoclásicas y, fundamentalmente, modernistas.
Curiosamente, en 1875 el arquitecto municipal elaboró un informe negativo en el que acusaba de ridículo el exceso de cristal y afirmaba que las fachadas perdían belleza y sorprendían desagradablemente a los visitantes.
Las primeras galerías fueron diseñadas por el maestro de obras (ahora arquitectos técnicos e ingenieros de edificación), Gabriel Vitini Alonso, autor de alguna de las construcciones domésticas con diseño más afortunado de la ciudad, como los números 33-35 y 25-27 de la calle Riego de Agua, que iniciaron la serie de características galerías acristaladas hacia la Marina (también es autor del "Obelisco", pagado por suscripción popular, excepto su cimentación que fue pagada y proyectada por el ayuntamiento).